# 果园镇 (东乡族自治县)
果园乡，是中华人民共和国甘肃省临夏回族自治州东乡族自治县下辖的一个乡镇级行政单位。

## 行政区划
果园乡下辖以下地区：
娄子村、陈何村、红庄村、果园村、石拉泉村、李坪村、宗罗村、奴拉芒村、王山村、石山村和杨王家村。